# Franklin Pierce
Franklin Pierce (Hillsborough, New Hampshire, 23. studenog 1804. – Concord, New Hampshire, 8. listopada 1869.) je američki političar, najpoznatiji po tome što je bio 14. predsjednik SAD-a.

## Životopis
Franklin Pierce je rođen u New Hampshireu, u obitelji siromašnog ali uglednog Benjamina Piercea, koji je kasnije dva puta postao guverner te države. Mladi Pierce je pohađao neke od najboljih pravnih škola na sjeveroistoku SAD, pa se od 1827. godine počeo baviti pravom.
Godinu dana kasnije njegova politička karijera je započela izborom u donji dom državne skupštine New Hampshirea, gdje je neko vrijeme bio i predsjednik tog tijela. 1833. je izabran u Zastupnički dom Kongresa, kao dotada najmlađi zastupnik u povijesti tog tijela. Godine 1837. ga je, kao kandidata Demokratske stranke, skupština New Hampshirea izabrala u američki Senat.
Nakon isteka mandata se vratio odvjetničkoj praksi, ali se godine 1847. javio kao dobrovoljac u američko-meksički rat. Dobivši čin brigadnog generala američke vojske, zapovjedao je brigadom te sudjelovao u operacijama generala Winfielda Scotta za zauzimanje Ciudad Mexica. Iako bez vojnog obrazovanja, pokazao se kao sposoban i hrabar zapovjednik, a u bitci kod Contrerasa je ranjen.
Nakon povratka iz rata, Pierce je sudjelovao na ustavnoj konvenciji New Hampshirea 1850. godine.
Dvije godine kasnije je pozvan na izbornu konvenciju Demokratske stranke. Nakon bezuspješnih pokušaja da se izabere predsjednički kandidat, Pierce je od strane različitih frakcija prihvaćen kao kompromisno rješenje, a dijelom i zbog toga što se kao ratni heroj mogao ravnopravno suprotstaviti svom bivšem komandantu Winfieldu Scottu, sada kandidatu vigovske stranke. Zahvaljujući svom dječačkom šarmu, ali i nedostatku političkog iskustva kod svog protivnika, Pierce je na izborima teško porazio Scotta, nanijevši vigovcima udarac od kog se ta stranka više nije oporavila.
Pierceov je trijumf bio zasjenjen porodičnom tragedijom. Dva mjeseca prije inauguracije, na putu u Washington je doživio željezničku nesreću u kojoj mu je poginuo 11-godišnji sin. 
Za Piercea se ubrzo pokazalo kako je prilično slab predsjednik. Iako mu je kabinet bio sastavljen od različitih demokratskih frakcija, njime su dominirali Južnjaci te s vremenom sve više diktirali federalnu politiku. Godine 1854. je tako bijes američke javnosti izazvalo objavljivanje tzv. Ostendskog manifesta - tajnog plana da se od Španjolske, ako je potrebno i vojnom silom, preotme Kuba. Mnogi krugovi, pogotovo na Sjeveru, su to kao i Gadsdenova kupovinu teritorija od Meksika shvatili kao pokušaj da se ekspanzijom u Latinsku Ameriku i stvaranjem novih robovlasničkih država na osvojenim područjima što je moguće više ojača položaj južnjačke agrarne elite. 
Još je veće ogorčenje izazvao Zakon o Kansasu i Nebraski, kojim je poništen Kompromis o Missouriju te dozvoljeno ropstvo na zapadnim teritorijama. Razlog za taj potez bilo je nastojanje senatora Stephena A. Douglasa da osigura podršku južnjačkih senatora za Transkontinentalnu željeznicu koja je trebala prolaziti kroz Nebrasku i u kojoj je Douglas imao financijskih interesa. Taj je potez umjesto toga izazvao oružane sukobe između doseljenika koji su bili pristaše i protivnici ropstva, te bitno doprinio kako stvaranju Republikanske stranke tako i izbijanju građanskog rata nekoliko godina kasnije.
Pierce je za svog mandata u potpunosti izgubio autoritet, kako među sjevernim glasačima, tako i među članovima vlastite stranke. Na izbornoj konvenciji 1856. je potučen od budućeg kandidata i predsjednika Jamesa Buchanana, te se povukao iz javnog života, izjavivši da za njega nakon Bijele kuće postoji jedino piće.
Pierce je za vrijeme građanskog rata sebi dodatno oštetio reputaciju izjasnivši se kao pristaša južnjačke Konfederacije. Zbog toga su mu svi prijatelji, poznanici i saveznici okrenuli leđa, s izuzetkom književnika Nathaniela Hawthornea, s kojim se bio sprijateljio u mladosti. Pierce je u dobi od 64 godine umro od ciroze jetre.